# New York Transit Museum
Le New York Transit Museum (« musée du métro de New York ») également appelé NYC Transit Museum est un musée de la ville de New York qui regroupe une collection d'objets historiques liés principalement au métro de la ville, mais aussi au bus, aux trains de banlieue et aux ponts et tunnels gérés par la Metropolitan Transportation Authority. Il est situé à Brooklyn Heights, au niveau de la station de métro Court Street. Le musée dispose également d'une antenne plus petite à Grand Central Terminal. Le musée a ouvert ses portes le 4 juillet 1976, à l'occasion du bicentenaire de la révolution américaine.